# Подвязьевское сельское поселение
Подвязьевское се́льское поселе́ние — муниципальное образование в Рязанском районе Рязанской области Российской Федерации.
Административный центр — село Подвязье.

## История
Статус и границы сельского поселения установлены Законом Рязанской области от 7 октября 2004 года № 74-ОЗ «О наделении муниципального образования - Рязанский район статусом муниципального района, об установлении его границ и границ муниципальных образований, входящих в его состав».

## Население
| 2010  | 2012  | 2013  | 2014  | 2015  | 2016  | 2017  |
| ----- | ----- | ----- | ----- | ----- | ----- | ----- |
| 3429  | ↗3445 | ↘3439 | ↘3374 | ↘3348 | ↘3304 | ↘3286 |
| 2018  | 2019  | 2020  | 2021  |       |       |       |
| ↘3247 | ↘3246 | ↘3221 | ↘3211 |       |       |       |

## Состав сельского поселения
| №  | Населённый пункт    | Тип населённого пункта       | Население |
| -- | ------------------- | ---------------------------- | --------- |
| 1  | Бахмачеево          | село                         | ↘17       |
| 2  | Вешки               | деревня                      | 3         |
| 3  | Высоковские Дворики | деревня                      | 50        |
| 4  | Жуково              | деревня                      | 0         |
| 5  | Казначеево          | деревня                      | 0         |
| 6  | Киселево            | деревня                      | ↘103      |
| 7  | Кураксино           | деревня                      | 3         |
| 8  | Маточкино           | деревня                      | 3         |
| 9  | Насурово            | деревня                      | 706       |
| 10 | Подвязье            | село, административный центр | ↗2516     |
| 11 | Подлесное           | село                         | ↘28       |
| 12 | Тепловодие          | деревня                      | 0         |

## Местное самоуправление
Главы администрации
Беляев Александр Валерьевич